# Colin Renfrew
Sir Andrew Colin Renfrew (Stockton-on-Tees, Durham, 1937. július 25. – Cambridge, 2024. november 24.) angol régész, aki a forradalmi radiokarbon vizsgálatok terén tett régészeti munkájával, a nyelvek őstörténete és az archeogenetika terén tett vizsgálataival, valamint a régészeti emlékek védelmével szerzett nemzetközi elismerést. Az anatóliai hipotézis megalkotója.

## Pályafutása
1962-ben végzett a Cambridge-i Egyetemen antropológia és régészet szakon. 1965-ben megvédte PhD munkáját, és a Sheffield Egyetemre került előadóként. 1968-1970 között a görögországi Sitagroi feltárását vezette. 1968-ban lett a Society of Antiquaries, majd 1970-ben a skót részleg tagja.
1972-ben a Southampton Egyetem régész professzora lett. Ekkoriban több ásatást is vezetett, többek között a Mílosz szigeti Phylakopi kutatását is. 1973-ban publikálta híres művét (A civilizáció előtt), melyben az őskori európai kultúrák közel-keleti eredetét támadta. Ekkor újból Sitagroiban ásatott Marija Gimbutassal.
1980-ban a Brit Akadémia tagjává választották. 1981-2004 között a Cambridge-i Egyetem Disney régész professzora, 1986-1996 között a cambridgei Jézus kollégium mestere. 1987-ben közölte a hipotézisét. 1990-ben a McDonald Régészeti Kutatóintézet elnöke lett.
2004 óta, bár visszavonult az egyetemi élettől, az Athéni Brit Iskola igazgatói tanácsának tagja volt. 2005-2006-ban a Cotsen Régészeti Intézet vendégelőadója volt.

## Elismerései
- 1991-ben elnyerte a skót Kaimsthorn bárója címet
- 2004 Balzan díj

## Művei
- 1972, The Emergence of Civilisation: The Cyclades and the Aegean in The Third Millennium BC, London
- 1973, Before Civilisation, the Radiocarbon Revolution and Prehistoric Europe, London: Pimlico. ISBN 0-7126-6593-5
- 1982, An Island Polity, the Archaeology of Exploitation in Melos, Cambridge: Cambridge University Press (Wagstaff, Malcolm társszerkesztő)
- 1985 (ed.), The Archaeology of Cult, the Sanctuary at Phylakopi, London: British School at Athens and Thames & Hudson
- 1986 Excavations at Sitagroi, a prehistoric village in northeast Greece. Vol. 1. Los Angeles : Institute of Archaeology, University of California, (Marija Gimbutas és Ernestine S. Elster társszerkesztők)
- 1987, Archaeology and Language: The Puzzle of Indo-European Origins, London: Pimlico. ISBN 0-7126-6612-5
- 1991, Archaeology: Theories, Methods and Practice, London: Thames and Hudson. ISBN 0-500-28147-5. (Bahn, P. társsz. Fourth edition 2004)
- 2000, Loot, Legitimacy and Ownership: The Ethical Crisis in Archaeology, London: Duckworth. ISBN 0-7156-3034-2
- 2003, Figuring It Out: The Parallel Visions of Artists and Archaeologists, London: Thames and Hudson. ISBN 0-500-05114-3
- 2003 Prehistoric Sitagroi : excavations in northeast Greece, 1968-1970. Vol. 2, The final report. Los Angeles, CA : Cotsen Institute of Archaeology, University of California, Los Angeles, 2003. Monumenta archaeologica 20 (Ernestine S. Elster társszerkesztő)

### Magyarul
- A civilizáció előtt. A radiokarbon-forradalom és Európa őstörténete; ford. Dezső Tamás, utószó Raczky Pál; Osiris, Bp., 1995 (Osiris könyvtár. Történelem)
- Colin Renfrew–Paul Bahn: Régészet. Elmélet, módszer, gyakorlat; szerk. Kalla Gábor, ford. Dezső Tamás, Vicze Magdolna, Benczik Vera; Osiris, Bp., 1999 (Osiris tankönyvek)
- 2005 A civilizáció előtt. Budapest. ISBN 963-389-695-9
- 2005 Régészet – Elmélet, módszer, gyakorlat. Budapest. ISBN 963-389-809-9 (Paul Bahn társsz.)